# A Praia do Pecado
A Praia do Pecado é um filme brasileiro de 1977, com direção de Roberto Mauro. Música de Beto Strada .

## Elenco
- Oasis Minniti...Gabriel Reis
- Zélia Martins...Vilma
- Tony Tornado...Netinho
- Waldir Siebert...Sérgio
- Sônia Garcia...Lúcia
- Sônia Vieira...Lídia
- Andrea Camargo...Roseli
- Marta Maciel...Odete
- Fátima de Jesus
- David Húngaro...Jairo
- Sérgio Hingst...Manoel (ator convidado)
- Cláudio Cunha...Pé de anjo (ator convidado)
- Zé Barros
- Índio Paraguaio

## Sinopse
O engenheiro Gabriel é amigo da prostituta Roseli que certa noite lhe entrega documentos comprometedores e lhe diz estar com medo. Ele acha que são para chantagem e nada faz até que Roseli é morta, supostamente por um de seus clientes, o contador Manoel. Gabriel sabe que o homem é inocente e entra em contato com o dono dos documentos, Doutor Jairo, exigindo que ele entregue à polícia o verdadeiro assassino, Pé de anjo. Mesmo libertando o homem inocente, Gabriel não devolve os documentos pois alega que eles são seu "seguro de vida". Logo em seguida vai trabalhar com o amigo Sérgio numa construtora no litoral paulista, sem saber que Doutor Jairo está a vigiá-lo e colocou sua quadrilha para seguir todos os passos dele.